# 杉崎喬
杉崎 喬（すぎさき たかし、1935年10月20日 - ）は、日本の録音技師である。東京録音現像チーフミキサーを経て、ニューメグロスタジオ常務取締役を歴任した。日本映画・テレビ録音協会元会員。

## 人物・来歴
1935年（昭和10年）10月20日、日本統治時代の朝鮮の全羅南道光州府（現在の大韓民国光州広域市）に生まれる。
第二次世界大戦後の1951年（昭和26年）4月、新制・神奈川県立希望ヶ丘高等学校に進学、1954年（昭和29年）3月、同校を卒業する。1955年（昭和30年）、東京録音現像に入社、録音部に配属される。同社はいわゆる「目黒スタジオ」と通称され、同社創業者であり代表取締役であった金井喜一郎（1901年 - 1961年）は、都映画社代表や、伊藤武郎らの独立映画の監査役も務めており、したがって同社は、独立系のアフレコや現像を請け負うポストプロダクションであった。1961年（昭和36年）7月16日、創立社長である金井が満59歳で亡くなり、二代目社長に愛光商会社長の今田富雄が就任している。杉崎の名が、最初に記録に現れるのは、1963年（昭和38年）に北欧映画（代表・中筋隆久）が製作した文化映画『風来坊物語』（監督野村企鋒）、あるいは同年1月5日に公開された最初期の成人映画『野生のラーラ』（監督北里俊夫）の録音技師としてであった。
1960年代中盤に入ると、独立系成人映画が多くつくられるようになり、その初期作品である『野生のラーラ』を製作した内外フイルム（代表三木光人）が『霧のラーラ』（監督北里俊夫）、『血だらけの乳房』（監督南部泰三）を製作、それぞれ1964年（昭和39年）10月4日、同年11月に公開されており、杉崎はそれぞれにおいて録音技師を務めている。斎藤邦唯が1965年（昭和40年）に設立した扇映画プロダクションでも、同社の設立第1作である『あばずれ』、『紅壺』、あるいは『うまず女』といった渡辺護の監督作にも、録音技師として杉崎がクレジットされている。これら独立系成人映画では、撮影現場での同時録音は行われておらず、もっぱらスタジオでのアフレコで音声を収録しており、杉崎は所属する東京録音現像に発注された仕事において、「目黒スタジオ」内部でミキシング（整音）を行うサウンドエンジニアであった、というのが実態である。1968年（昭和43年）4月27日に公開されたヴィレッジ・シンガーズの主演作『思い出の指輪』は、松竹の配給作品であるが、製作は音楽事務所であるホリプロダクション（現在のホリプロ）が行っており、杉崎は同作において録音技師を務め、これが斎藤耕一との最初の劇場用映画での仕事になった。渡辺プロダクションも、東宝が配給したザ・ドリフターズの主演作『ドリフターズですよ!冒険冒険また冒険』（1968年9月21日公開）、『ドリフターズですよ!特訓特訓また特訓』（1969年1月15日公開）の製作を行っており、この際にはスタジオの整音技師として杉崎がクレジットされた。
杉崎は、1973年（昭和48年）12月20日に公開された斎藤耕一の監督作『津軽じょんがら節』の録音技師を務め、同作における杉崎の技術が認められ、日本映画テレビ技術協会第3回柴田賞、第27回日本映画技術賞奨励賞、第28回毎日映画コンクール録音賞を受賞した。同作の製作に携わっていた当時に所属した東京録音現像においては、録音部次長、チーフミキサーを歴任したが、1974年（昭和49年）、同社が閉鎖されてしまい、退社した。同年、同社に所属したメンバーとともにニューメグロスタジオを設立、常務取締役に就任、録音企画本部長を委嘱される。この新会社の代表取締役社長の出口良二、取締役技術部長の福田伸、監査役の高島小二郎はそれぞれ、東京録音現像では営業部長、録音技師、録音部長を務めていた。
1997年（平成9年）1月10日に公開された『白衣本番 激しい喘ぎ』（監督佐々木正則、製作国映、配給新東宝映画）を最後に諸作品のクレジットから、杉崎の名がみられなくなる。同年9月9日に公開された『鍵 ディレクターズ・カット完全版』（監督木俣堯喬）は、1983年（昭和58年）に公開された作品の再編集版である。杉崎は当時満61歳であった。2007年（平成19年）6月に発行された『日本の映画人 - 日本映画の創造者たち』（日外アソシエーツ）の杉崎の項には「映画に関わった動機」の問いに「映画が好きだったから」との答えが掲載されている。同書には日本映画・テレビ録音協会の現役会員である旨の記述があるが、2015年（平成27年）4月1日付の「日本映画・テレビ録音協会 会員名簿」には、杉崎の名はない。存命であれば、同年には満80歳を迎える。

## おもなフィルモグラフィ

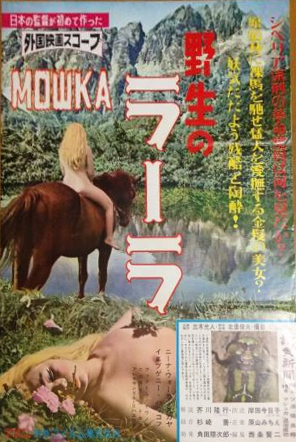
『野生のラーラ』（監督北里俊夫、1963年）の公開時ポスター。右下のクレジットに杉崎の名が確認できる。

諸データベース等にみられるおもなフィルモグラフィである。クレジットは特筆以外は「録音」である。東京国立近代美術館フィルムセンター（NFC）、デジタル・ミーム等での所蔵状況も記した。

### 1960年代
- 『風来坊物語』 : 製作中筋隆久・岩本昌一、企画公明選挙連盟、監督野村企鋒、脚本原島正夫、主演安井昌二、製作北欧映画、1963年発表 - 録音、42分の上映用プリントをNFCが所蔵[3]
- 『野生のラーラ』 : 製作三木光人、監督・脚本北里俊夫、主演ニーナ・ウォーガンスカヤ、製作内外フイルム、1963年1月5日公開（成人映画・映倫番号 ）
- 『霧のラーラ』 : 製作三木光人、監督・脚本北里俊夫、主演リタ・ブライアン、製作内外フイルム、1964年10月4日公開（成人映画・映倫番号 13738）
- 『血だらけの乳房』 : 製作三木光人、監督南部泰三、主演ガンタ・E・ヴィチャック、製作内外フイルム、1964年11月公開（成人映画・映倫番号 13584）

- 『あばずれ』 : 製作斎藤邦唯、監修沖弘次、監督渡辺護、脚本吉田貴彰、主演飛鳥公子、製作扇映画プロダクション、配給新東宝興業、1965年6月公開（成人映画・映倫番号 不明） - 録音、60分の16mmフィルム版上映用プリントが現存
- 『紅壺』[8]（『紅壺 べにつぼ』[3]『紅壷』[4][6]） : 製作斎藤邦唯、企画井上猛夫、監督渡辺護、脚本吉田貴彰、主演真山ひとみ、製作扇映画プロダクション、配給センチュリー映画社・日本セントラル映画、1965年10月12日公開（成人映画・映倫番号 14082） - 録音、『紅壺 べにつぼ』題の74分の上映用プリントをNFCが所蔵[3]・78分のデジタル素材が現存
- 『うまず女』 : 製作斎藤邦唯、企画大島一城、監督渡辺護、脚本奈加圭市、主演丘百合子・香取環、製作扇映画プロダクション、配給大蔵映画、1966年3月審査・同月22日公開（成人映画・映倫番号 14423）

- 『避妊革命（英語版）』 : 製作・企画若松孝二、監督足立正生、脚本大谷義明（足立正生）、主演寺島幹夫・火鳥こづえ、製作若松プロダクション、配給日本シネマフイルム、1967年2月21日公開（成人映画・映倫番号 14762） - 録音、73分の上映用プリントをNFCが所蔵[3]
- 『情欲の黒水仙』 : 製作・企画・監督若松孝二、脚本大谷義明、主演向井まり、製作若松プロダクション、配給六邦映画、1967年2月21日公開（成人映画・映倫番号 14702） - 録音、70分の上映用プリントをNFCが所蔵[3]
- 『日本暴行暗黒史 異常者の血』 : 製作・企画・監督若松孝二、脚本出口出（足立正生）、主演野上正義、製作若松プロダクション、1967年7月公開（成人映画・映倫番号 不明）
- 『性の放浪』 : 製作・企画・監督若松孝二、脚本出口出（足立正生・沖島勲）、主演山谷初男・水城リカ、製作若松プロダクション、配給日本シネマ、1967年9月12日公開（成人映画・映倫番号 14979） - 録音、57分の上映用プリントをNFCが所蔵[3]
- 『性犯罪』 : 製作・企画・監督若松孝二、脚本出口出（足立正生・沖島勲）、主演吉沢健、製作若松プロダクション、1967年公開（成人映画・映倫番号 不明）

- 『思い出の指輪』 : 製作堀威夫、企画升本喜年、監督・撮影斎藤耕一、脚本桜井義久、主演ヴィレッジ・シンガーズ、製作松竹・ホリプロダクション、配給松竹、1968年4月27日公開（映倫番号 15317）
- 『ドリフターズですよ!冒険冒険また冒険』 : 製作渡辺晋・五明忠人、監督和田嘉訓、脚本松木ひろし、録音吉沢昭一、主演いかりや長介、製作渡辺プロダクション・東宝、配給東宝、1968年9月21日公開（映倫番号 15411） - 整音
- 『金瓶梅』 : 製作小笠原清、企画・監督若松孝二、原作蘭陵笑笑生、原訳上田学而、脚本大和屋竺、主演真山知子・伊丹十三、製作ユニコンフィルム、配給松竹、1968年9月27日公開（成人映画・映倫番号 15523）

- 『ドリフターズですよ!特訓特訓また特訓』 : 製作渡辺晋・青木伸樹、監督渡邊祐介、脚本渡邊祐介・東盛作、録音吉沢昭一、主演ザ・ドリフターズ、製作渡辺プロダクション・東宝、配給東宝、1969年1月15日公開（映倫番号 15632） - 整音
- 『新日本暴行暗黒史 復讐鬼』（『復讐鬼』） : 製作・企画・監督若松孝二、脚本出口出（足立正生）、主演吉沢健、製作若松プロダクション、1969年2月公開（成人映画・映倫番号 15421）
- 『愛のきずな』 : 製作渡辺晋・五明忠人、監督坪島孝、原作松本清張、脚本小川英・坪島孝、主演藤田まこと、製作渡辺プロダクション・東宝、配給東宝、1969年2月15日公開（映倫番号 15554） - 整音
- 『愛するあした』 : 企画青木伸樹・横山弥太郎、監督斎藤耕一、脚本斎藤耕一・中野顕彰、主演伊東ゆかり、製作芸映プロダクション、配給日活、1969年5月1日公開（映倫番号 15871）
- 『やくざ非情史 血の盃』 : 製作・企画篠ノ井公平、監督中川順夫、脚本中西隆三、主演安藤昇、製作創映プロダクション、配給日活、1970年10月8日公開（映倫番号 16066）

### 1970年代
- 『やくざ非情史 血の決着』 : 製作・企画篠ノ井公平、監督萩原遼、脚本吉寺弾、主演安藤昇、製作創映プロダクション、配給日活、1970年2月21日公開（映倫番号 16168）
- 『女番長 野良猫ロック』 : 製作笹井英男・飯島亘、監督長谷部安春、脚本永原秀一、主演和田アキ子、製作ホリ企画制作、配給日活、1970年5月2日公開（映倫番号 16307）
- 『柔の星』 : 製作本木荘二郎、監督山田達雄、脚本津田幸夫、主演桜木健一、製作国際プロデュースセンター、配給東宝、1970年12月19日公開（映倫番号 16621）
- 『野良猫ロック 暴走集団'71』 : 製作笹井英男・岩沢道夫・真下武雄、企画佐々木志郎、監督藤田敏八、脚本永原秀一・浅井達也、主演原田芳雄、製作日活、配給ダイニチ映配、1971年1月3日公開（映倫番号 16612） - 録音、87分の上映用プリントをNFCが所蔵[3]
- 『夜の最前線 東京(秘)地帯』 : 製作望月利雄・守田康司、企画高本豊・佐々木志郎、監督井田探、脚本小川英・山崎巌、主演岡崎二朗、製作日活、配給ダイニチ映配、1971年2月6日公開（映倫番号 16523）
- 『おくさまは18才 新婚教室』[4][6][7]（『奥様は18歳 新婚教室』[8]） : 製作本木荘二郎・吉野達彌・長沢ロー、監督山本邦彦、原作本村三四子、潤色佐々木守、脚本石川孝人・山本邦彦、主演岡崎友紀・石立鉄男、製作国際プロデュースセンター・ロープロモーション、配給東宝、1971年6月5日公開（映倫番号 16752）
- 『天使の恍惚』 : 製作・企画若松孝二・葛井欣士郎、監督若松孝二、脚本出口出（足立正生）、主演吉沢健、製作若松プロダクション・ATG、配給ATG、1972年3月11日公開（成人映画・映倫番号 17057）
- 『津軽じょんがら節』 : 製作多賀祥介・島田昭彦、監督斎藤耕一、脚本中島丈博・斎藤耕一、主演江波杏子、製作斎藤耕一プロダクション・ATG、配給ATG、1973年12月20日公開（映倫番号 17875-2） - 録音、102分の上映用プリントをNFCが所蔵[3]・・2001年にジェネオンがDVDを発売
- 『あさき夢みし』 : 製作東条あきら、監督実相寺昭雄、脚本大岡信、主演ジャネット八田、製作中世プロダクション・ATG、配給ATG、1974年10月26日公開（映倫番号 18155） - 録音、119分の上映用プリントをNFCが所蔵[3]
- 『北村透谷 わが冬の歌』 : 製作富山加津江、企画葛井欣士郎、監督山口清一郎、脚本菅孝行、助監督崔洋一、主演みなみらんぼう、製作三映社・ATG、配給ATG、1977年12月17日公開（映倫番号 19248）
- 『十三人連続暴行魔』（改題『現代猟奇暴行史』） : 監督若松孝二、脚本出口出、主演馬津天三、製作・配給新東宝興業、1978年7月公開（成人映画・映倫番号 19465） - 録音、60分の上映用プリントをNFCが所蔵[3]・原版が現存・2004年ブロウアウトジャパンがDVDを販売
- 『赤いテンギ』 : 製作瀬戸要・福田元彦・東野昌明、監督・脚本李學仁、主演大林丈史、製作らんる舎、1979年製作（2005年初上映）

### 1980年代
- 『サッちゃんの四角い空』 : 製作亀田美重子、企画西田繁俊・上西弘次、監督長谷部利朗・山田健、脚本長谷部利朗、録音熊谷宏、主演丘さとみ、製作馬道プロダクション、配給松竹、1980年2月16日公開（映倫番号 19909） - 調音
- 『サケを育てる家族』 : 製作横川元彦・小菅正典、企画貯蓄増強中央委員会、監督・脚本山崎定人、主演井上昭文、製作東京シネビデオ、1981年発表 - 録音、31分の上映用プリントをNFCが所蔵[3]
- 『水のないプール』 : 製作若松孝二・浅岡弘行・清水一夫、監督若松孝二、脚本内田栄一、主演内田裕也、製作若松プロダクション、配給東映セントラルフィルム、1982年2月20日公開（映倫番号 110636） - 録音、原版が現存・2001年にジェネオンがDVDを発売
- 『赤い帽子の女』 : 製作若松孝二・原正人、監督神代辰巳、原作岩下和男・山下健一郎、脚本内田栄一、主演永島敏行、製作若松プロダクション・ヘラルドエース・モノプテロスフィルムプロダクション、配給日本ヘラルド映画、1982年10月16日公開（映倫番号 110853）
- 『鍵』 : 製作西門杖、企画若松孝二、監督・脚色木俣堯喬、原作谷崎潤一郎、主演岡田眞澄・松尾嘉代、製作スティックインターナショナル・若松プロダクション、配給東映セントラルフィルム、1983年12月24日公開（成人映画・映倫番号 111217）
- 『菩提樹の丘』 : 製作森岡道夫、監督戸田康貴、原作草鹿宏、脚本戸田康貴・児玉正博、主演栗原小巻、製作東宝・集英社、配給東宝、1985年2月9日公開（映倫番号 111034）
- 『生撮り解禁ツアー むしられたビキニ』 : 製作木俣堯喬、企画奥村幸士、監督和泉聖治、脚本橋本以蔵、主演聖女隊、製作AMI企画、配給にっかつ、1985年7月20日公開（成人映画・映倫番号 111841）
- 『不倫の罠 貫通』 : 製作鍛治昇、監督白井伸明、脚本池田正一、主演黒木玲奈、製作V企画、配給にっかつ、1985年10月12日公開（成人映画・映倫番号 111891） - 録音、68分の上映用プリントをNFCが所蔵[3]
- 『親バカちゃんりん 子育て奮戦記』 : 製作・企画山口逸郎、監督・脚本板谷紀之、原作須長茂夫、主演高津住男、製作翼プロダクション、配給独立映画センター、1985年発表 - 録音、106分の上映用プリントをNFCが所蔵[3]
- 『ザ・異色ドキュメント 馬と女』 : 監督広西真人、脚本白戸玄・山崎堯也、主演岡田きよみ、製作イーストホーク、配給新東宝映画、1986年1月公開（成人映画・映倫番号 111945） - 録音、59分の上映用プリントをNFCが所蔵[3]
- 『コミック雑誌なんかいらない!』 : 製作多賀英典・内野二郎・岡田裕、監督滝田洋二郎、脚本内田裕也・高木功、主演内田裕也、製作ニューセンチュリープロデューサーズ、1986年2月1日公開（映倫番号 111944）
- 『母さんの樹』 : 製作・企画伊藤武郎・山口逸郎、監督橘祐典、原作佐藤貴美子、脚本寺島アキ子、主演吉野由樹子、製作翼プロダクション、配給製作配給委員会、1986年9月21日公開（映倫番号 112169） - 録音、116分の上映用プリントをNFCが所蔵[3]
- 『馬と人妻』（『ザ・種馬』） : 製作北海三郎、監督川崎軍二、脚本池田正一、製作イーストホーク、配給新東宝映画、1986年11月公開（成人映画・映倫番号 112256） - 録音、52分の上映用プリントをNFCが所蔵[3]
- 『四月怪談』 : 製作久野義治・小澤俊晴・小林紘、企画牛山真一、監督小中和哉、原作大島弓子、脚本関顕嗣・小中和哉、主演中嶋朋子、製作日本ビクター、配給ヘラルドエース・日本ヘラルド映画、1988年3月19日公開（映倫番号 112527）
- 『冬物語』 : 監督米澤正行、製作シネマアーティスツコーポレーション、1988年5月29日公開 - 整音
- 『小林ひとみ 獣愛』 （『小林ひとみの獣愛』） : 製作唐麿幻三、監督川崎軍二、脚本池田正一、主演小林ひとみ、製作イーストホーク、配給新東宝映画、1988年6月30日公開（成人映画・映倫番号 112672） - 録音、58分の上映用プリントをNFCが所蔵[3]

### 1990年代
- 『パンツの穴 ムケそでムケないイチゴたち』 : 企画鵜之沢伸・木下一夫・天野真弓、監督井上淳一・嶋公浩・柳田剛一・若松孝二、原案藤井誠二、脚本出口出、製作バンダイ・MMP・鎌倉スーパーステーション、配給バンダイ、1990年3月24日公開（映倫番号 113153）
- 『乙女物語 お嬢様危機イッパツ!』 : 製作木下一夫・鵜之沢伸・本村眞章、企画前山博志・川城和実・原田宗一郎、監督内藤忠司、脚本堀内靖博、主演荒井乃梨子、製作バンダイ・学習研究社・ケイエスエス、配給バンダイ、1990年12月8日公開（映倫番号 不明）
- 『スキンレスナイト』 : 企画森川圭、監督望月六郎、脚本斉藤水丸・望月六郎、主演石川欣、製作イースタッフユニオン、1991年4月6日公開（映倫番号 113305）
- 『キスより簡単2 漂流篇』 : 製作若松孝二・川城和実、監督若松孝二、原作石坂啓、脚本小野寺崇、主演西條晴美、製作若松プロダクション・バンダイ、配給バンダイ、1991年5月11日公開（映倫番号 113491）
- 『魚からダイオキシン!!』 : 製作小口健二、監督宇崎竜童、原作荒井晴彦・高田純・高橋伴明・小水一男、企画・脚本・主演内田裕也、製作ケイエスエス・フロムファーストプロダクション・DENグループ、配給松竹、1992年2月22日公開（映倫番号 113677）
- 『銀玉マサやん』 : 製作小林浩子、企画小林敏昭、監督村石宏實、脚本曽田博久、主演ダンカン、製作・配給竜企画、1992年12月12日公開（映倫番号 113870）
- 『夢を追いかけて』 : 企画藤門浩之、監督・原案・撮影小中和哉、脚本関顕嗣、主演水沢螢、製作よみうりテレビ（『CINEMAだいすき!』）、配給こぐま兄弟舎、1993年4月10日公開（映倫番号 25926）
- 『不倫妻 夫の眼の前で』 : 製作高橋講和、監督・脚本佐々木尚、主演浅井理恵、製作オフィスコウワ、配給エクセスフィルム、1994年4月22日公開（成人映画・映倫番号 114196）
- 『スキヤキ』 : 製作鈴木潤一、企画倉谷義雄、監督すずきじゅんいち、原作巴清美、脚本すずきじゅんいち・小杉哲大、主演関谷理香・関谷由香、製作・配給フィルムヴォイス、1995年6月10日公開（映倫番号 114487）
- 『ホモサピエンス』 : 製作中村幻児、監督伊藤隆・升田伸郎・榎本高一、脚本伊藤隆・升田伸郎・川瀬晶子、主演鮫島立一、製作・配給映像塾プロジェクト、1996年3月23日公開（映倫番号 114629）
- 『お天気お姉さん』 : 企画上埜芳被・林哲次、監督細山智明、原作安達哲、脚本鴎街人、主演水谷ケイ、製作バンダイビジュアル・東北新社、配給BOX OFFICE、1996年9月21日公開（映倫番号 不明）
- 『白衣本番 激しい喘ぎ』 : 企画朝倉大介、監督佐々木正則、脚本江戸魔苦兵胤、主演アーニー環、製作国映、配給新東宝映画、1997年1月10日公開（成人映画・映倫番号 115002） - 録音、58分の上映用プリントをNFCが所蔵[3]
- 『鍵 ディレクターズ・カット完全版』 : 製作西門杖、企画若松孝二、監督・脚色木俣堯喬、原作谷崎潤一郎、主演岡田眞澄・松尾嘉代、製作STPインターナショナル、配給新東宝映画、1997年9月9日公開（成人映画・映倫番号 不明）